# Національний інститут стандартів і технології
Націона́льний інститу́т станда́́ртів і техноло́гії (NIST, до 1988 відомий як Національне бюро стандартів, англ. National Bureau of Standards. NBS) — національний орган зі стандартизації у США.
NIST — неурядова некомерційна організація, що координує роботи з добровільної стандартизації в приватному секторі економіки, керує діяльністю організацій-розробників стандартів і приймає рішення про надання стандарту статусу національного (якщо в ньому зацікавлені різні фірми і стандарт набуває міжгалузевого характеру).
Штаб-квартира NIST розташована в Гейтерсберзі, Меріленд. Крім того NIST має підрозділ у Боулдері, Колорадо. Членами NIST є понад 1300 фірм, понад 400 виробничих і торгових компаній, науково-технічних та інженерних товариств. Персонал інституту становить 2900 штатних працівників, та 1800 асоційованих співробітників, представників американських компаній та закордонних спеціалістів.

## Функції NIST та фінансування
NIST не розробляє стандарти, але є єдиною організацією в США, що приймає (затверджує) національні (федеральні) стандарти. Це відповідає основному завданню NIST — сприяння вирішенню проблем, що мають загальнодержавне значення (економія енергоресурсів, захист навколишнього середовища, забезпечення безпеки життя людей і умов виробництва).
Інститут розробляє цільові програми. Програмно-цільове планування охоплює виробництво і транспортування палива, постачання електроенергією, застосування ядерної, сонячної та інших видів енергії. Значно менше уваги приділяється розробці стандартів на готову продукцію, оскільки в цій області діють фірмові нормативні документи.
Розробляють стандарти авторитетні організації, акредитовані Американським національним інститутом стандартів (понад 400 фірм і організацій). Найвідоміші з них: Американське товариство з випробувань і матеріалів (ASTM International); Американське товариство з контролю якості (ASQC); Американське товариство інженерів-механіків (ASME); Співтовариство автотранспортних інженерів (SAE International), Інститут інженерів з електротехніки та електроніки (IEEE) та ін.
Бюджет (2013) NIST становить 769,4 млн дол. Структура джерел фінансування інституту становить: 37 % — внески організацій та фірм членів; 15 % — розробка спеціальних програм на замовлення зацікавлених організацій; 47 % — надходження від продажу різноманітних видань та інші доходи — 1 %.

## Структура NIST
Очолює інститут директор, у якого є у підпорядкуванні три віце-директори, керівник апарату та виконавчий адміністратор.

### Лабораторії
У складі інституту працюють шість лабораторій та центрів, що підпорядковуються одному з віце-директорів:
- Інженерна лабораторія (англ. Engineering Laboratory, EL)
- Лабораторія інформаційних технологій (англ. Information Technology Laboratory, ITL)
- Лабораторія матеріалознавства (англ. Material Measurement Laboratory, MML)
- Лабораторія фізичних вимірювань (англ. Physical Measurement Laboratory, PML)
- Центр нанотехнологій (англ. Center for Nanoscale Science and Technology, CNST)
- Центр нейтронних досліджень (англ. NIST Center for Neutron Research, NCNR)

### Комітети
NIST має сім постійних комітетів та рад:
- Комітет з розвитку технічної підтримки (англ. Technical Guidelines Development Committee; TGDC)
- Консультативний комітет зі зменшення небезпеки землетрусів (англ. Advisory Committee on Earthquake Hazards Reduction; ACEHR)
- Національний консультативний комітет безпеки у будівництві (англ. National Construction Safety Team Advisory Committee; NCST Advisory Committee)
- Консультативна рада інформаційної безпеки та приватності (англ. Information Security and Privacy Advisory Board; ISPAB)
- Інспекційна комісія з передових технологій (англ. Visiting Committee on Advanced Technology; VCAT)
- Опікунська рада Національної програми Болдріджа з якості (англ. Baldrige National Quality Program Board of Overseers; BNQP Board of Overseers)
- Національна консультативна рада розширення виробничого партнерства (англ. Manufacturing Extension Partnership National Advisory Board; MEPNAB)

## Handbook 44
Щороку NIST видає збірник Handbook 44 після проведення щорічної «Національної конференції ваг і вимірювань» (англ. National Conference on Weights and Measures (NCWM)), в якому друкуються специфікації, допуски та інші технічні вимоги до вимірювальних приладів.

## Дослідження і досягнення
Влітку 2018 року дослідники з NIST створили перший в своєму роді кремнієвий чип, що містить штучну нейронну мережу, яка працює на принципах функціонування головного мозку людини. Але головною відмінністю нового чипа від інших подібних чипів є те, що замість електричних сигналів в ньому використовуються оптичні сигнали, що, в свою чергу, дозволяє нейронній мережі функціонувати буквально зі швидкістю світла.
«Створюючи новий чип, ми реалізували одразу дві речі» — пишуть дослідники, — «Ми використали третій просторовий вимір для реалізації можливості оптичного з'єднання окремих вузлів і розробили нову методику вимірювань, що дозволяє швидко і точно отримати характеристики фотонної обчислювальної системи. Ці дві речі мають величезне значення через те, що ми починаємо наближатися до моменту створення перших великомасштабних оптоелектронних нейроморфних обчислювальних систем».